# Oberaarjochhütte
Die Oberaarjochhütte ist eine Schutzhütte des Schweizer Alpen-Clubs in den Berner Alpen (Schweiz).

## Lage und Betrieb
Die Hütte steht an der steilen südwestlichen Flanke des Oberaarjochs auf 3256 m zwischen Galmigletscher und Oberaargletscher bereits im Kanton Wallis. Der heutige Bau mit 56 Schlafplätzen ist eine Erweiterung der alten Hütte mit zuvor noch Platz für 32 Leute. 
1904 stand die Hütte auf Höhe des Gletschers; nachdem sich der Gletscher zurückgezogen hat, ist ein Fels- beziehungsweise Schneeplateau 50 Höhenmeter weiter unten zurückgeblieben.
Die Hütte wird von der Sektion Biel des Schweizer Alpen-Clubs betrieben und ist mit kurzen Unterbrechungen von März bis September bewartet.

## Geschichte

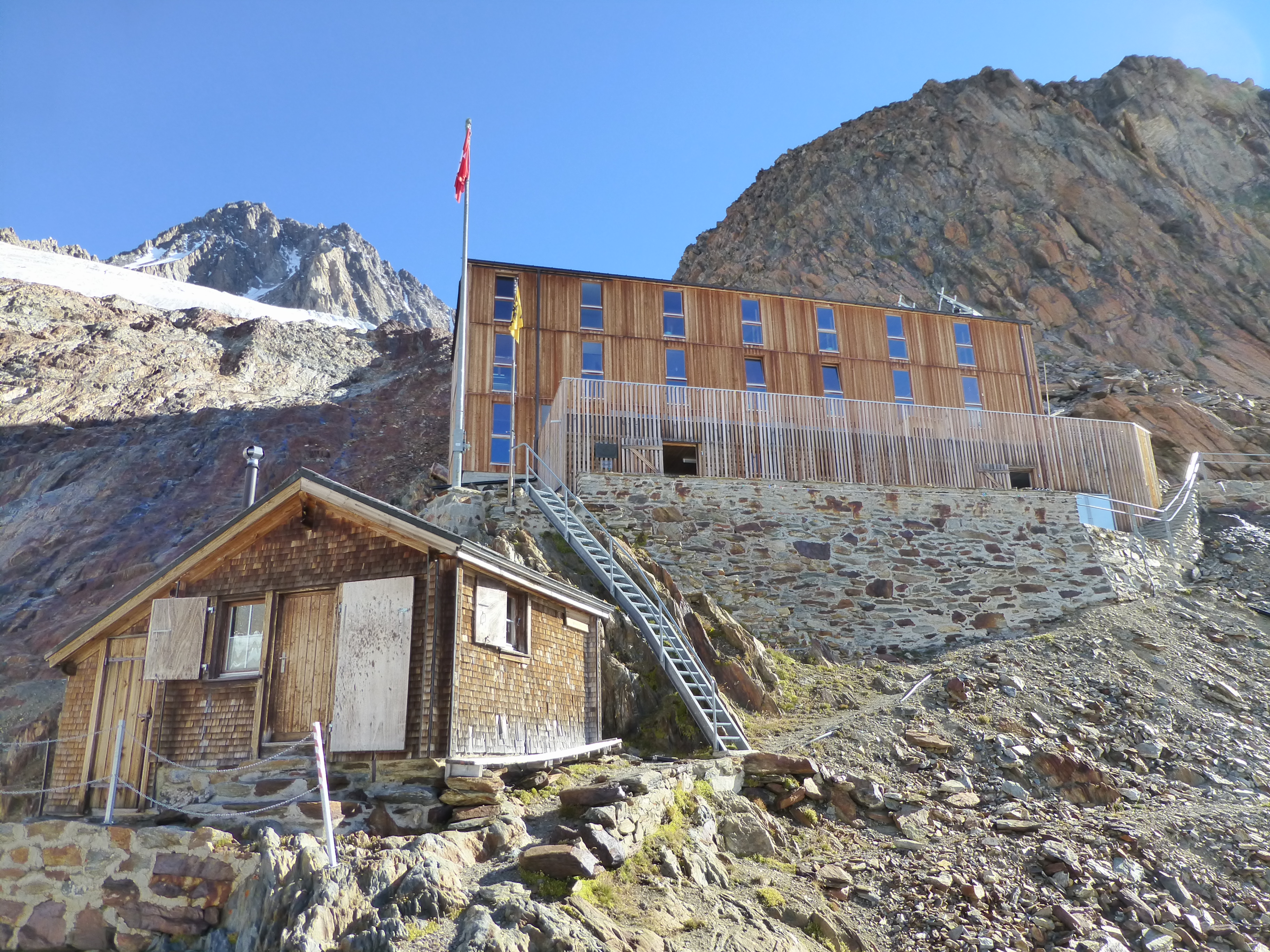
Die alte Oberaarjochhütte als Winterraum der Finsteraarhornhütte

Eine vorherige Hütte unbekannten Baujahres und mit etwa 12 Schlafplätzen wurde 1905 nach dem Neubau der Oberaarjochhütte zum Fuss des Finsteraarhorns transportiert und dort als erste Finsteraarhornhütte auf deren heutigem Standort aufgestellt. Seit 1933 dient die alte Hütte als Winterraum der Finsteraarhornhütte. 

## Zustieg und Touren
Die Hütte liegt für alpine Verhältnisse vergleichsweise abgelegen und ist ausschliesslich über Gletschertouren zu erreichen. Der kürzeste Zustieg erfolgt vom Berghaus Oberaar in 5 Stunden (Grimselpass 6,5 Stunden). 
Über den Studergletscher, bis zu dessen Vereinigung mit dem Fieschergletscher und diesem dann wiederum aufwärts folgend gelangt man zur Finsteraarhornhütte oder weiter via Grünhornlücke zum Konkordiaplatz. Ebenfalls möglich ist der Übergang zur Lauteraarhütte.
Durch die zentrale Lage in den östlichen Berner Alpen sind viele Berge in der Umgebung zugänglich, als Hausberg gilt das Oberaarhorn, weitere Ziele sind Studerhorn, Wasenhorn, und Finsteraarhorn.

## Kartenmaterial
- Schweizer Bundesamt für Landestopografie swisstopo: Topografische Karte 1:25.000